# 휴 레티머

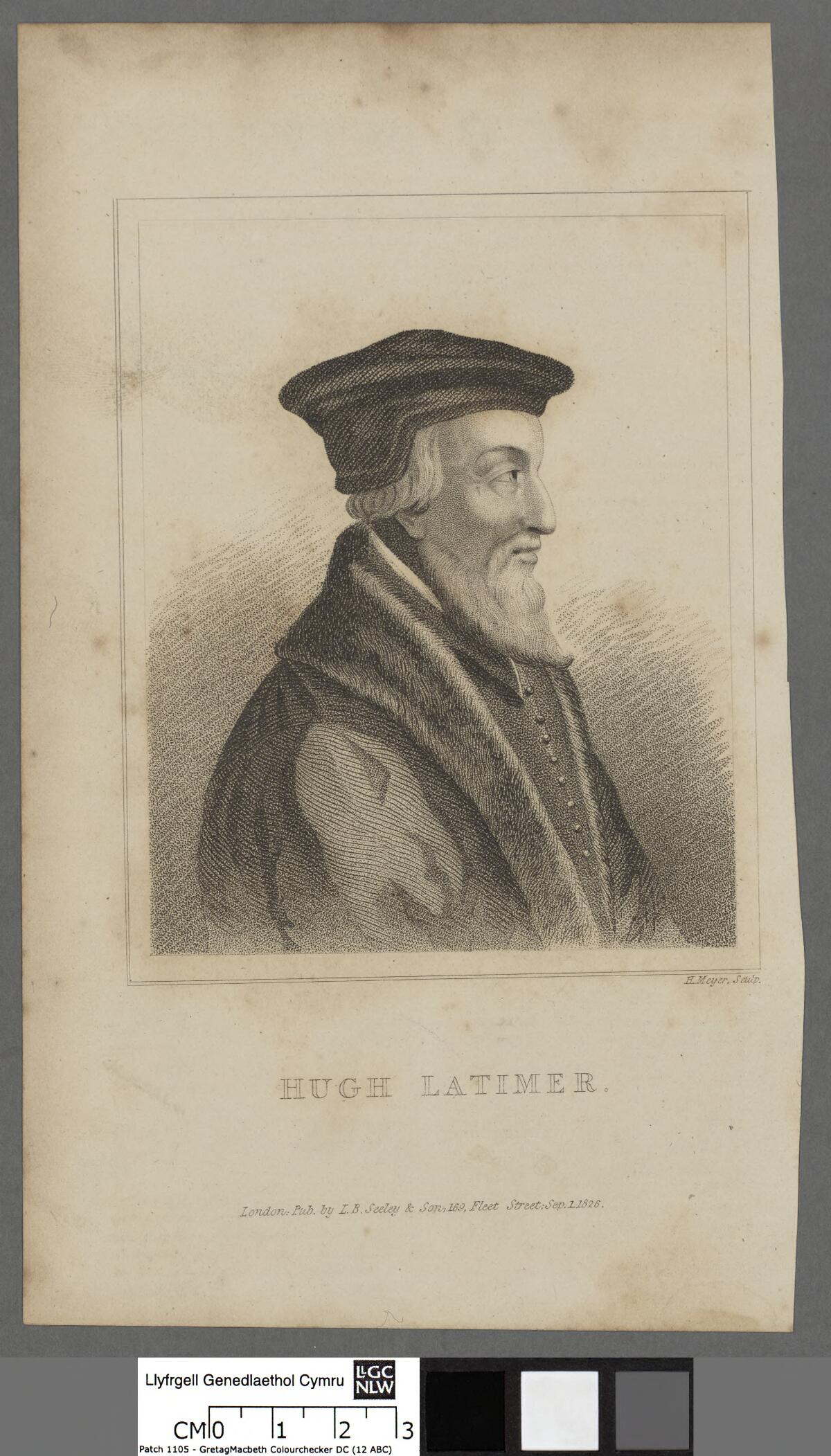
휴 레티머의 초상화

휴 레티머(영어: Hugh Latimer, 1487년 – 1555년 10월 16일)는 영국 성공회 주교이자 순교자이다. 토마스 빌니의 신앙고백의 영향을 받아 개혁주의자로 회심하였다.

## 경력
워체스터의 주교(Bishop of Worchester), 케임브리지의 클레어 칼리지 교수로 활동하였고, 에드워드 6세의 치세에는 궁정사제(Chapalin)으로 목회하였다. 앙드레 모로아의 영국사에 의하면 휴 레티머 주교는 종교개혁 사상의 영향으로-독일의 개신교 전례학자 빌리암 나아겔에 의하면, 1520년대 잉글랜드 교회는 루터 사상의 영향을 받고 있었다. 레티머 또한 당연히 루터의 영향을 받았을 것으로 알려진다.- 순교직전 토론회에서 로마 가톨릭교회의 성변화 교리를 거부하였으며, 니콜라스 리들리 주교에게 "존경하는 리들리 주교님. 오늘 우리는 잉글랜드에 하느님의 위대한 불길이 될 것입니다."라며 격려하였다. 메리 1세의 박해로 순교하여 토머스 크랜머 캔터베리 대주교, 니콜라스 리들리 주교와 함께 옥스퍼드 순교자(Oxford Martyrs)라고 불린다.

## 같이 보기
- 존 폭스
- 존 녹스